# Toyota Corolla E21
De Toyota Corolla E21 is de twaalfde generatie en 'de terugkeer' van de naam Corolla in Nederland sinds 2010, toen het Auris werd. Vanaf 22 maart 2019 is deze generatie beschikbaar bij de dealer, maar was al eerder te bestellen. De E21 staat op het TNGA-platform. Dit platform wordt onder andere gedeeld met de Toyota C-HR AX10, Lexus UX ZA10 en  Toyota Prius XW50.

## Carrosserievormen
De twaalfde generatie is leverbaar als hatchback (Hatchback), stationwagen (Touring Sports) en sedan (Sedan). Daarnaast is ook de Toyota Corolla TREK leverbaar, welke in samenwerking met Trek Bicycle Corporation tot stand is gekomen. Deze uitvoering is gebaseerd op de Touring Sports, het chassis is 20 mm hoger dan standaard, en ligt de focus op een actieve levensstijl. Het interieur is voorzien van andere instaplijsten en houtaccenten. 

## Uitrustingen
De Corolla E21 is leverbaar in verschillende uitrustingsniveaus. Deze zijn in oplopende volgorde van basis naar rijkst uitgerust: Comfort (niet voor Sedan), Active, First Edition, Style, Executive en Premium (niet voor Sedan). De voornaamste verschillen zijn welke motorisering standaard in de auto zit, de wiel- en bandenmaten, materiaal van de stoelbekleding en integratie van veiligheidssystemen. 

## Japan
In Japan werd de Corolla hatchback al vanaf 2018 verkocht als Corolla Sport. Later in 2019 volgden ook de stationwagen en sedan uit voor het Japanse publiek. Opmerkelijk is dat deze twee carrosserievormen korter zijn dan hun Europese variant. Waar de wielbasis van de Corolla Touring Sports en Sedan in Europa 60 millimeter langer is (2700 mm) dan die van de hatchback (2640 mm), zijn de stationwagen en sedan net zo lang als de hatchback. Dit resulteert in een stationwagen die 155 mm korter en 45 mm smaller is, en een sedan die 135 mm korter en 35 mm smaller is dan de Europese uitvoering.
Verder kunnen de 1,2 liter turbo hatchback en 1,8 liter benzine sedan uitgerust worden met vierwielaandrijving. Een kleine elektromotor drijft tot 10 km/h de achteras aan, en kan bijspringen tot 70 km/h.

## Motorisering
De twaalfde generatie is leverbaar als hatchback (Hatchback), stationwagen (Touring Sports) en sedan (Sedan). De Hatchback en Touring Sports zijn leverbaar met het volgende motorengamma:
| Motorcode | Cilinderinhoud | Transmissie                                                        | Aanzuiging          | Vermogen benzinemotor (kW / DIN pk bij tpm) | Koppel benzinemotor (Nm bij tpm) | Type variabele kleptiming | Aandrijvingssysteem |
| --------- | -------------- | ------------------------------------------------------------------ | ------------------- | ------------------------------------------- | -------------------------------- | ------------------------- | ------------------- |
| 8NR-FTS   | 1,2 liter      | Handgeschakeld met zes versnellingen (EG60) of Automatisch via CVT | Drukvulling (turbo) | 85 / 116 bij 5.200 - 5.600                  | 185 bij 1.500 - 4.000            | Dual VVT-iW               | Benzinemotor        |
| 2ZR-FXE   | 1,8 liter      | Automatisch via CVT                                                | Natuurlijk          | 90 / 122 bij 5.200                          | 142 bij 3.600                    | VVT-i                     | Hybride             |
| M20A-FKS  | 2,0 liter      | Automatisch via CVT (K120)                                         | Natuurlijk          | 135 / 180 bij 6.000                         | 190 bij 6.000                    | VVT-iE                    | Hybride             |

De Sedan is alleen leverbaar met de 1,8 liter hybride vier-in-lijn benzinemotor. De TREK is alleen leverbaar met 1,8 en 2,0 liter hybride vier-in-lijn benzinemotor. De EG60 handgeschakelde zesversnellingbak maakt gebruik van iMT. Deze technologie past het toerental aan bij het op- en terugschakelen om soepel van versnelling te kunnen wisselen.
De E21 heeft geventileerde schijfremmen voor, en schijfremmen achter. De wielophanging voor is onafhankelijk (McPherson) en achter onafhankelijk door dubbele draagarmen.
Personenauto's (leverbaar): Aygo · bZ4X · Camry · Corolla · C-HR · Highlander · Land Cruiser · Mirai · Prius · RAV4 · (GR) Supra · Yaris · Yaris Cross

Bedrijfswagens: Hilux · Proace

Niet meer leverbaar: 1000 · 2000GT · 4Runner · Auris · Avensis · Avensis Verso · Carina · Celica · Corolla Verso · Corona · Cressida · Crown · Dyna · FunCruiser · GT86 · Hiace · iQ · LiteAce · MR2 · Paseo · Picnic · Previa · Starlet · Tercel · Urban Cruiser · Verso · Verso-S · Yaris Verso